# توجيه حنبعل

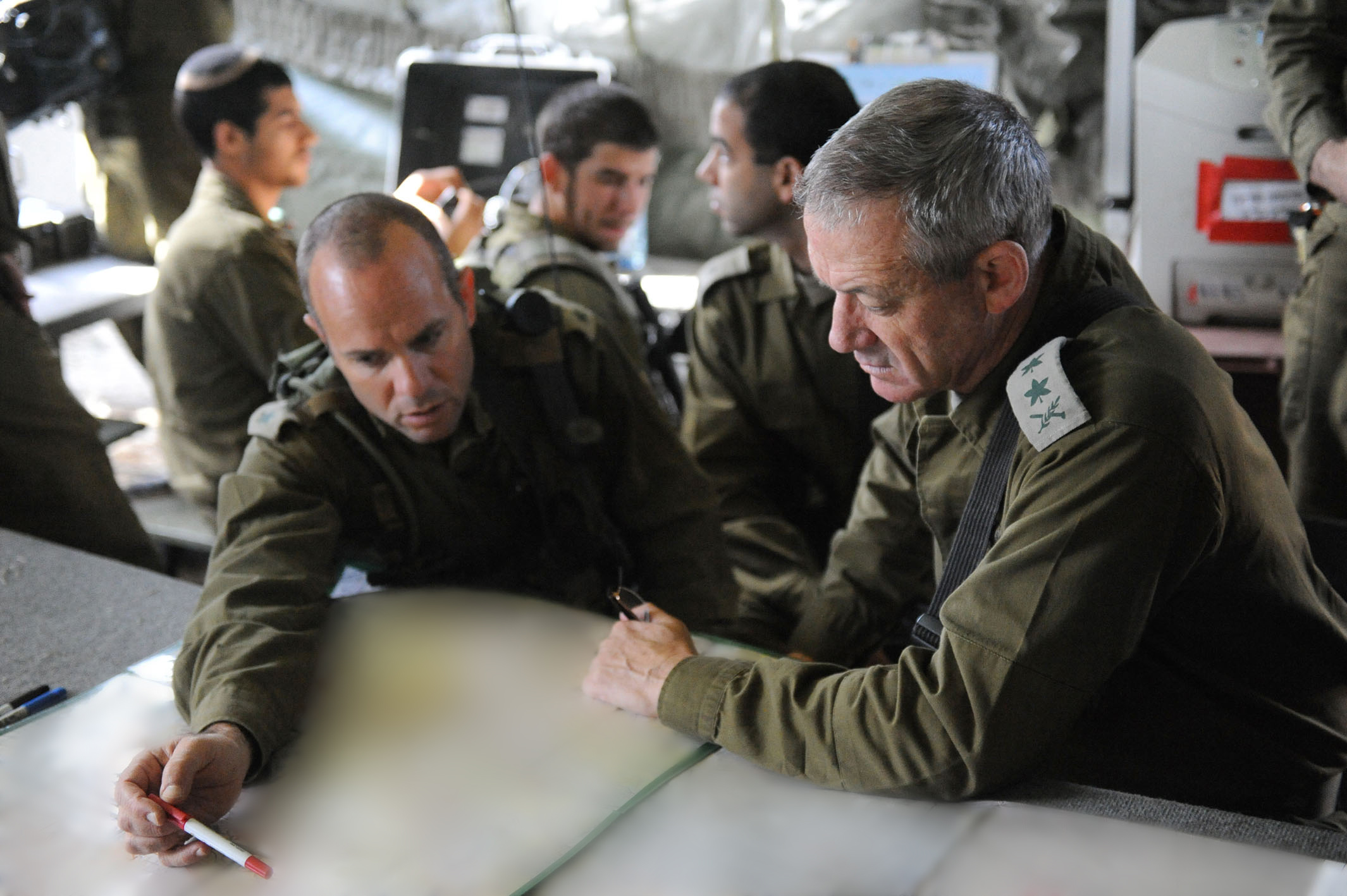

توجيه هانيبال أو بروتوكول هانيبال (بالعبرية: נוהל חניבעל) هو الاسم الكودي لتوجيه عسكري تطبقه قوات الجيش الإسرائيلي ويتعلق بكيفية رد الوحدات الميدانية عندما يؤسر جندي من قبل قوات معادية. يسمح هذا التوجيه باستخدام الأسلحة الثقيلة في حالة أسر أي جندي إسرائيلي لمنع الآسرين من مغادرة موقع الحدث؛ ووفقًا لعدة مصادر صحفية، يمكن استخدام الأسلحة الثقيلة حتى لو شكل ذلك خطرًا على حياة الجندي المخطوف. كانت أول صياغة لهذا التوجيه في عام 1986 من قبل الجنرال أوري أور وجابي أشكنازي وقائد المنطقة الشمالية عمرام ليفين ورئيس مجلس الأمن القومي الجنرال احتياط يعقوف عامي درور. ذكرت صحيفة هاآرتس الإسرائيلية أن رئيس أركان الجيش غادي أيزنكوت ألغى التوجيه العسكري في يونيو 2016.
في مارس 2018، أصدر مجلس مدققي الحسابات الحكومية، وهو هيئة حكومية إسرائيلية، تقريرًا ينتقد هذا التوجيه العسكري من عدة نواح. حيث أشار التقرير إلى أن هذا التوجيه العسكري لا يذكر بوضوح الحاجة إلى احترام مبدأين أساسيين في القانون الدولي، وهما استخدام القوة المتكافئة ضد التهديدات والتمييز بين الأهداف العسكرية والمدنية.

## الحرب الإسرائيلية الفلسطينية 2023
اعترف وزير الدفاع الإسرائيلي الأسبق يواف غالانت في مقابلة أجراها عام 2025 أنه استخدم توجيه حنبعل في بعض المناطق خلال هجوم 7 اكتوبر.

## استشهادات
1. ↑  "مساع إسرائيلية لتبرير مجزرة رفح". الرسالة. 18 فبراير 2015. مؤرشف من الأصل في 2018-03-15. اطلع عليه بتاريخ 2018-03-15.
2. ↑  "بروتوكول هانيبال من قانا إلى رفح". العربي الجديد. 9 يناير 2015. مؤرشف من الأصل في 2019-12-15. اطلع عليه بتاريخ 2018-03-15.
3. ↑  "إسرائيل تلغي إجراء هانيبال لمنع اختطاف جنودها". الجزيرة. 29 يونيو 2016. مؤرشف من الأصل في 2017-06-27. اطلع عليه بتاريخ 2018-03-15.
4. ↑  "إسرائيل: انتقاد رسمي لبروتوكول هانيبال العسكري". سكاي نيوز عربية. 15 مارس 2018. مؤرشف من الأصل في 2018-03-16. اطلع عليه بتاريخ 2018-03-15.
5. ↑  BrunellaCapitan (7 فبراير 2025). "Yoav Gallant admits the use of '#Hannibaldirective'" (تغريدة).